# Emppu Vuorinen
Erno "Emppu" Matti Juhani Vuorinen (n. 24 iunie, 1978 in Kitee, Finlanda) este chitaristul formației finlandeze symphonic metal Nightwish.

## Discografie
Cu Nightwish:

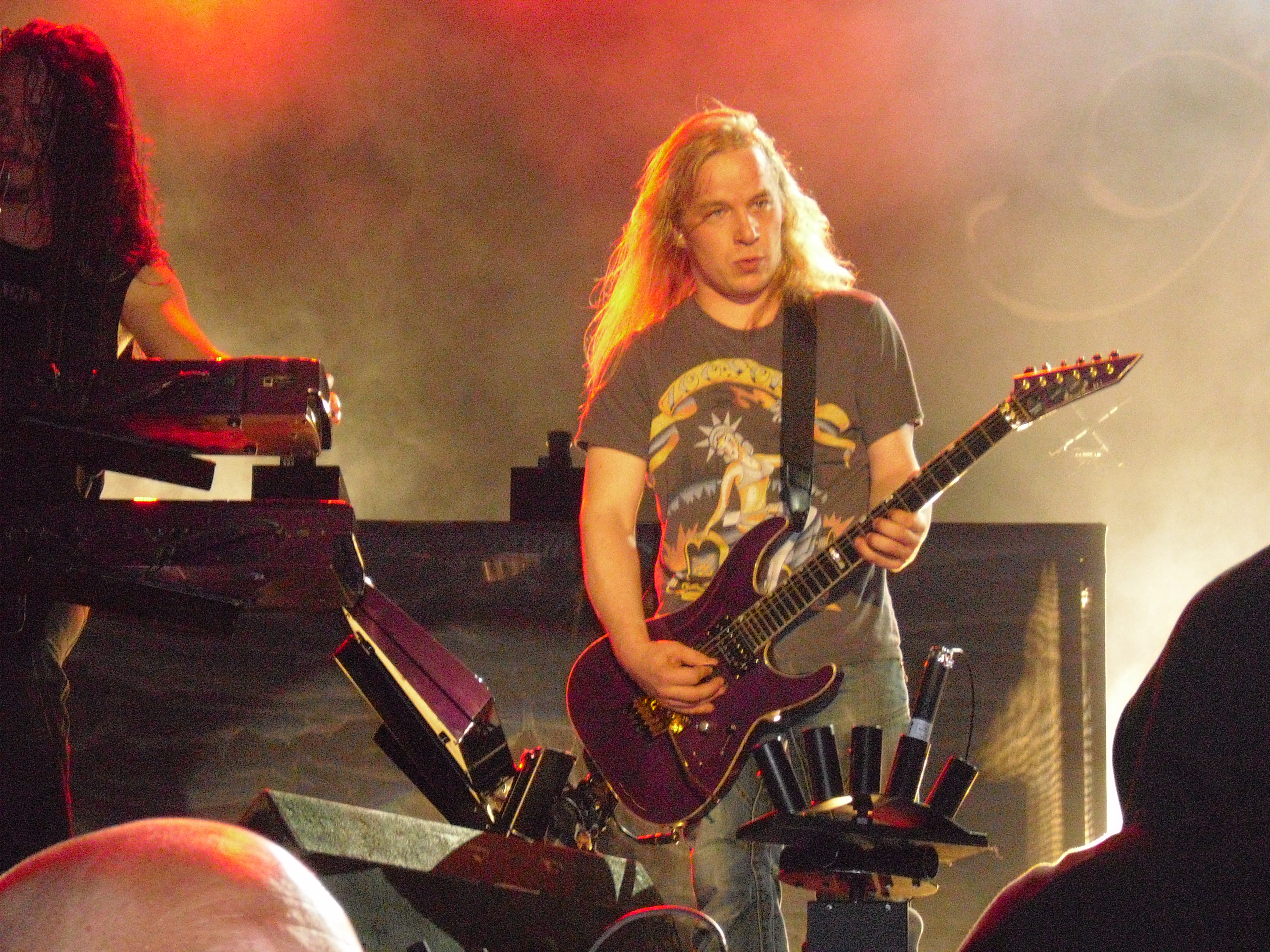
Emppu Vuorinen cântând cu Nightwish la Norway Rock Festival în 2009

- Angels Fall First - 1997 (și chitară bas)
- Oceanborn - 1998
- Wishmaster - 2000
- Over the Hills and Far Away EP - 2001
- Century Child - 2002
- Once - 2004
- Dark Passion Play - 2007
- Imaginaerum - 2011

Cu Darkwoods My Betrothed:
- Witch-Hunts - 1998

Cu Altaria:
- Invitation - 2003

Cu Almah:
- Almah - 2006
- Fragile Equality - 2008

Cu Brother Firetribe:
- False Metal - 2006
- Heart Full of Fire - 2008

Cu Guitar Heroes:
- Guitar Heroes - 2007

As guest:
- Barilari - Session musician (2003-2004)
- Tarot - second part of solo on Traitor, from the album Crows Fly Black - 2006